# Stefania Beylin
Stefania Beylin (ur. 28 września 1900 lub według innych źródeł 29 sierpnia 1906 w Warszawie, zm. 24 lipca 1989 tamże) – polska tłumaczka baśni Andersena i publicystka filmowa.

## Życiorys

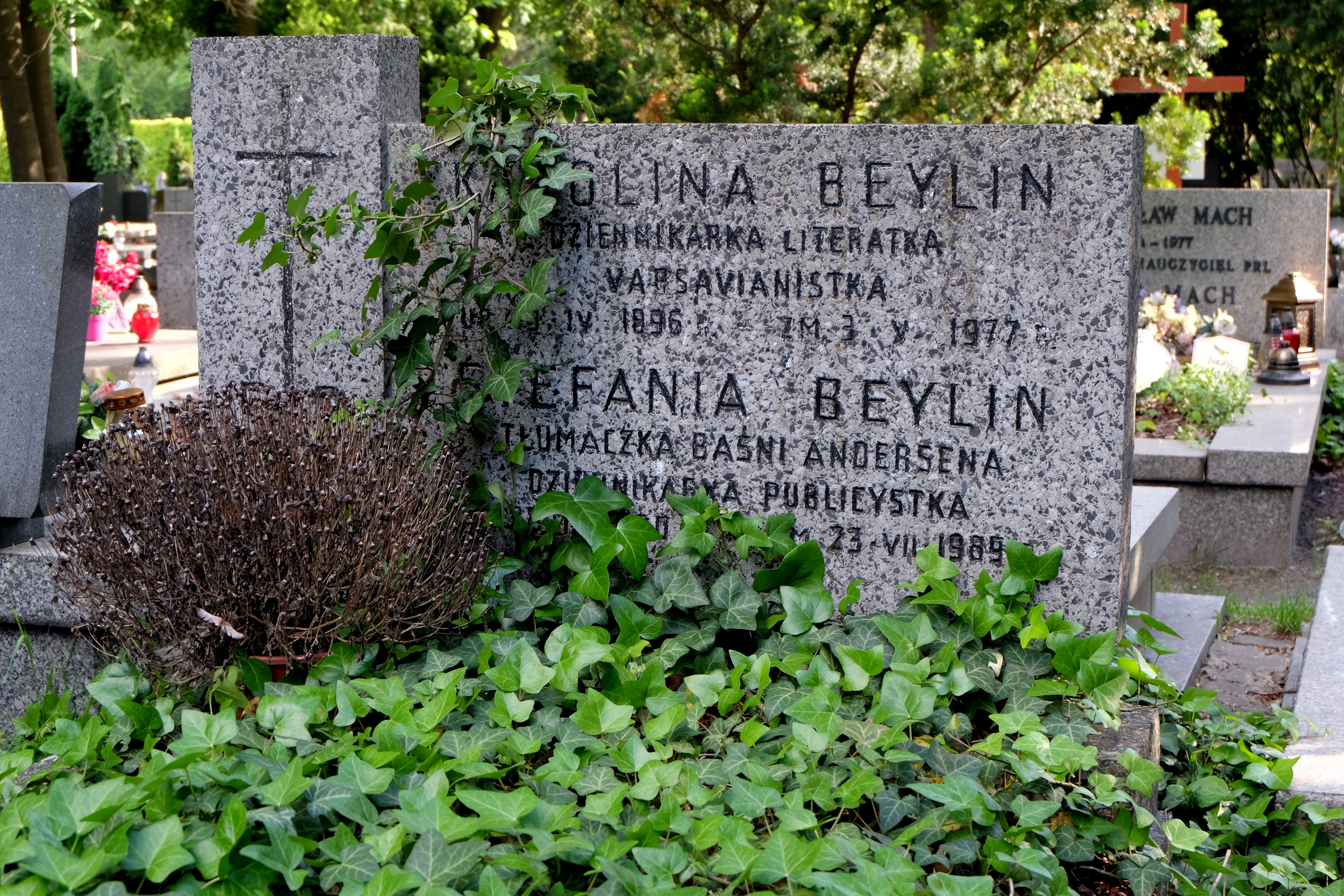
Grób Stefanii Beylin i jej siostry Karoliny na cmentarzu Wojskowym na Powązkach w Warszawie

Pochodziła z rodziny o korzeniach żydowskich. Urodziła się w rodzinie Samuela i Flory z domu Horwitz. Siostra Gustawa i Karoliny. Jej bratankiem był Paweł Beylin. Ukończyła filologię polską i germanistykę na Uniwersytecie Warszawskim, gdzie obroniła także pracę doktorską. W latach 30. razem ze starszą siostrą Karoliną publikowała pod pseudonimami (najczęściej jako Dr Kajot) popularne powieści obyczajowe (m.in. „Podwójne oblicze” (1930), „Pacjent dr. Julji” (1935), „Serca przy biurkach” (1935), „Fabryka  młodości” (1936), „Głos wielkiej przygody” (1936), „Sprawa Joanny Dornowej" (1936), „Ściśle tajne” (1938). Przetłumaczyła razem ze Stanisławem Sawickim z języka niemieckiego na język polski większość baśni Andersena, wydane w 1931 w sześciotomowej edycji. Przekłady te były później wielokrotnie wznawiane (ostatnio 2010).
W okresie II wojny światowej ukrywała się z uwagi na swoje pochodzenie, od 1943 w majątku Teresy z Głogowskich Mittelsteadowej, w majątku Karskie k. Chrołowic. W sąsiednim majątku Frankopol ukrywała się pod nazwiskiem Maria Maliszewska siostra Stefanii – Karolina. Obie zostały zatrudnione jako nauczycielki.
Po wojnie wydała także trzy książki poświęcone historii filmu: „O cudach, czarach i upiorach ekranu” (1957), „A jak to było, opowiem...” (1958), „Na taśmie wspomnień” (1962), „Nowiny i nowinki filmowe 1896–1939” (1973).
Zmarła w Warszawie, pochowana na cmentarzu Wojskowym na Powązkach (kwatera B35-3-4).

## Odznaczenia
- Medal 10-lecia Polski Ludowej (1955)[6]
- Medal ZAiKS-u (1988)[7]
- Odznaka ZAiKS-u (1988)[7]